# Torsten Widell
Torsten Alexis Widell, född 27 mars 1902 i Lund, död 31 oktober 1968 i Lidingö, var en svensk ingenjör.  Han var professor i ångteknik vid Kungliga Tekniska högskolan (KTH) i Stockholm.
Widell var engagerad i Tekniska Litteratursällskapet och var bland annat föreningens ordförande 1943–1944. Han är begravd på Lidingö kyrkogård.